# Perfettamente sbagliato
Perfettamente sbagliato è un singolo del cantautore italiano Nesli, pubblicato il 7 ottobre 2016 come secondo estratto dal nono album in studio Kill Karma.

## Descrizione
Perfettamente sbagliato è una riflessione molto intensa di Nesli sulla sua vita, sul passato e sui cambiamenti che la mancanza di una figura amata provoca in noi al punto che, nonostante tutto vada per il verso giusto, abbiamo in noi una sensazione che non se ne va e ci fa sentire che c'è qualcosa di "perfettamente sbagliato" nella nostra vita.